# Kaczorkowate
Kaczorkowate, kaczorki (Adrianichthyidae) – rodzina małych ryb belonokształtnych. Polską nazwę zawdzięczają powiększonym szczękom nadającym ich pyskowi formę szufladki. Osiągają od 3 do 18 cm długości. Promienie płetwy grzbietowej i odbytowej samców są dłuższe i cieńsze niż u samic. Gatunkiem typowym jest kaczorek (Adrianichthys kruyti).

## Występowanie
Wody słodkie i słonawe Indii, Japonii oraz wysp Oceanu Indyjskiego

## Klasyfikacja
Rodzaje zaliczane do tej rodziny są zgrupowane w podrodzinach Adrianichthyinae i Oryziinae (ryżówkowate):
Adrianichthys — Oryzias